# Božidar Širola
Božidar Širola (Žakanje, 20. prosinca 1889. – Zagreb, 10. travnja 1956.), bio je hrvatski skladatelj, glazbeni pisac, muzikolog i etnomuzikolog.

## Životopis
Božidar Širola rodio se je u Žakanju 1889. godine. Sin je poznatog hrvatskog katoličkog oblikovatelja kulture Stjepana Širole. Sestra mu je Danica Širola, učiteljica umrla na glasu svetosti, a brat Mladen Širola bio je kazališni djelatnik. Ukupno je ih je bilo osmero djece u obitelji.
Božidar Širola oženio je kćer Velimira Deželića starijeg. Brat je Mladena, dječjeg pisca, kazališnog djelatnika, pedagoga i filmskog autora.
U Karlovcu je završio pučku školu i pohađao glazbenu školu. Realnu gimnaziju, započetu u Karlovcu završio je u Zagrebu, gdje je nastavio i učenje violine kod Ladislava Miranova, a po završetku gimnazije upisao je studij matematike i fizike. Diplomirao je 1913. godine i odmah se zaposlio kao nastavnik u zagrebačkoj Klasičnoj gimnaziji te nastavio kao privatni učenik Ivana pl. Zajca učiti glazbenu teoriju i instrumentaciju. Već tada je Širola skladao, i neke su njegove skladbe izvedene u Zagrebu. Kao zborovođa Akademskoga glazbenog društva Mladost putovao je po Austriji, Mađarskoj, Njemačkoj, upoznao značajne skladatelje, te nastavio glazbeno usavršavanje na Institutu za glazbene nauke Sveučilišta u Beču. Na osnovi disertacije Das istrische Volkslied stekao je, 1921. godine, naslov doktora filozofije, postavši tako prvi hrvatski školovani muzikolog. Božidar Širola bio je kustos, zatim ravnatelj Etnografskoga muzeja u Zagrebu. Poznat je kao skladatelj (gotovo svih glazbenih oblika), muzikolog (autor prvog sustavnog pregleda povijesti hrvatske glazbe) i etnomuzikolog (autor brojnih rasprava o hrvatskoj folklornoj glazbi).
Umro je u Zagrebu, 10. travnja 1956. godine. Pokopan je na zagrebačkome groblju Mirogoju.

## Kompozicije

### Razno
- V protuletju: pet stavaka za sopran i gudački kvartet op. E.5
- 24 dvoglasne invencije u svim dur i mol premetima za klavir
- Oratorium von den heilige Cyrill und Methodius
- Suita iz "Šume Striborove"  za klavir
- Düsseldorfer Foxtrott (Tekst: Peter Korfmacher) (22.VI.1955.)
- Koncertni andante, op. D 24
- Plavo more - tango
- Žudnja (sopran i klavir) (12.II.1947.)
- Četiri skladbe za klavir (Po starim skicama izrađeno 15. i 16.VI.1945. u Zagrebu)
- Prizori iz marionetske igre, suita za veliki orkestar (Zagreb, na Pankracijevo 1945.)
- Zapis u spomenar, za klavir (Zagreb 1943; 16.X.1943.)
- Sinfonijeta G-dur za gudački orkestar
- Sonatina antica, za klavir (Zagreb 1929; 31.I.1929.)
- Idyllisches Intermezzo, Pantomime in 2 Teilen
- Tri bagatele, za klavir (1921.)
- Uvertira A-dur (10.4.1920. povratio mi g. rav. Sachs, jer nije zrelo za izvedbu)
- Sjene, balet
- Notturno simfonijska pjesan za sopran i veliki orkestar (Zagreb, 1916.)
- Simfonijski scherzo G-dur
- Duet C-dur za 2 violine
- Romanca za violinu i gudački orkestar
- Rêverie za veliki orkestar
- Concerto da camera per due flauti concertanti col accompagnamento di tre clarinetti, quatro corni e stromenti ad arco
- Petit jardiner, dječja francuska gluma za dječji zbor i klavir

### Sonate za klavir
- IX. sonata za klavir f-mol (25.IX.1955.)
- VIII. sonata za klavir F-dur (Zagreb, 1954.)
- VII. sonata za klavir d-mol (Zagreb, 1954.)
- VI. sonata za klavir C-dur (Zagreb, 1951.; 13.XI.1951.)
- V. sonata za klavir B-dur (Zagreb, 1951.)
- IV. sonata za klavir As-dur (Zagreb, 1951.; 19.X.1951.)
- III. sonata za klavir cis-mol (Zagreb, 1951.; 2.X.1951.)
- II. sonata za klavir G-dur (Zagreb, 1951.; 26.IX.1951.)
- I. sonata E-dur (Zagreb 1945. Izrađeno po staroj skici; 22.VI.1945.)

### Sonate za violinu i klavir
- II. sonata za violinu i klavir : F-dur (Lovran, 1955.)
- Sonata za violinu i klavir D-dur (Lovran, 28.VIII.1952. u podne)

### Gudački kvarteti
- XIII. gudački kvartet A-dur (Zagreb, 1955.; 30.XI.1955.)
- XII. gudački kvartet f-mol (Lovran, 1955.; 2.VIII.1955.)
- XI. gudački kvartet A-dur (Zagreb, 1955.; 9.VI.1955.)
- X. gudački kvartet F-dur (Little) (Zagreb, 1955.; 25.V.1955.)
- IX. gudački kvartet G-dur (Nizozemski) (Posvećeno dru. Jaapu Kunstu, Zagreb, 1953.)
- VII. gudački kvartet h-mol (Opatija - Zagreb, 1951.; 15.IX.1951. Zagreb)
- VI. gudački kvartet A-dur (Zagreb, 1951.; 20.IX.1951.)
- V. gudački kvartet g-mol (Zagreb, 1951.; 28.VII.1951.)
- II. kvartet C-dur Bodulski (Sv. Jelena / 1933; u Zagrebu mj. siječnja 1950.)
- I. Gudački kvartet d-mol Medjimurski (1927.)

### Sonata za violoncello i klavir
- Sonata za violoncello i klavir C-dur (Zagreb, 1952.)

### Klavirski triji
- Trio G-dur za violinu, violoncello i klavir (po motivima hrvatskih narodnih popjevaka iz Gundinaca u Slavoniji) (20.XII.1939.)
- Trio u D-duru za klavir, violinu i violoncello
- Trio C-dur za violinu, violoncello i klavir (Izlake, 1937; 25. VII. 1937.)

### Simfonije
- 2. simfonija a-mol (Započeta 1945.)
- Simfonija e-mol za veliki orkestar (21.VII. (na dan proroka Danijela) 1945. iza 7 sati na večer)

## Uglazbljeni libreto
Uglazbio je libreto opere Tomislav i lutkarski igrokaz Čarobna vlas, djela koje je napisao njegov otac Stjepan.